# کریستوبال پارالو
کریستوبال پارالو (انگلیسی: Cristóbal Parralo؛ زادهٔ ۲۱ اوت ۱۹۶۷) بازیکن فوتبال اهل اسپانیا است.
از باشگاه‌هایی که در آن بازی کرده‌است می‌توان به باشگاه فوتبال اسپانیول، باشگاه فوتبال رئال اویدو، باشگاه فوتبال بارسلونا بی، باشگاه فوتبال پاری سن ژرمن، و باشگاه فوتبال بارسلونا اشاره کرد.
وی همچنین در تیم‌های ملی فوتبال زیر ۱۸ سال اسپانیا، زیر ۲۱ سال اسپانیا، و اسپانیا بازی کرده‌است.